# Buick Skylark
Buick Skylark — легковой автомобиль, выпускавшийся Buick (подразделение General Motors) в 1953—1954, 1961—1972 и 1975—1998 годах. На протяжении семи поколений модель Skylark занимала различное положение в линейке Buick.

## История

### Первое поколение (1953—1954)
В честь 50-летия со дня основания марки Buick, в 1953 году была представлена модель Skylark. Над её дизайном работал инженер Харли Эрл. Новый автомобиль базировался на Buick Roadmaster.
Skylark первого поколения выпускались преимущественно с кузовом 2-дверный кабриолет. Он относился к классу «personal luxury car» и являлся одной из самых дорогих моделей Buick стоимостью свыше $4000.
Двигатель — V8 объёмом 322 дюйм³ (5,3 л) мощностью 200 л. с. (147,2 кВт) с четырёхкамерным карбюратором и максимальной скоростью 170 км/ч (106 миль/ч). Трансмиссия — автоматическая Dynaflow, либо механическая 3-ступенчатая.
В 1953 году выпущено 1690 машин, а в 1954 — 836.

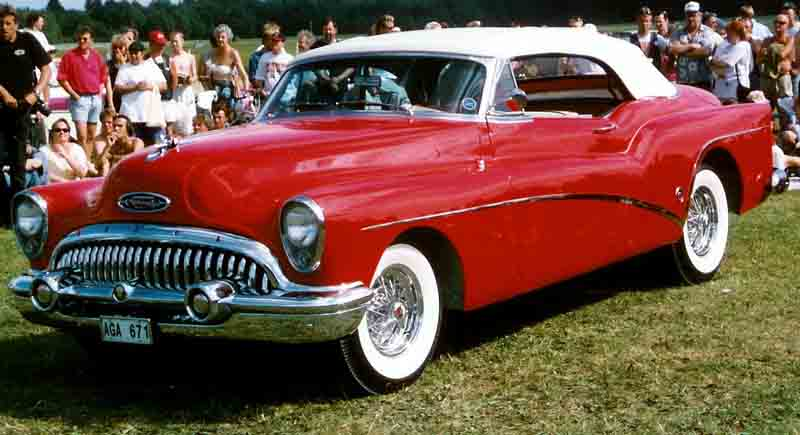
Skylark 1953 года
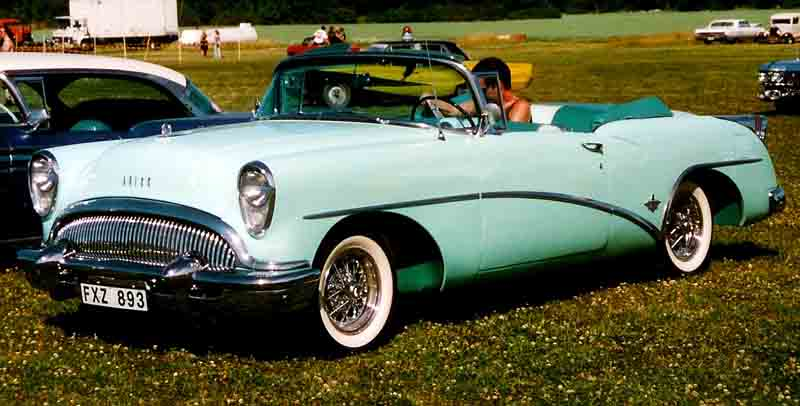
Skylark 1954 года
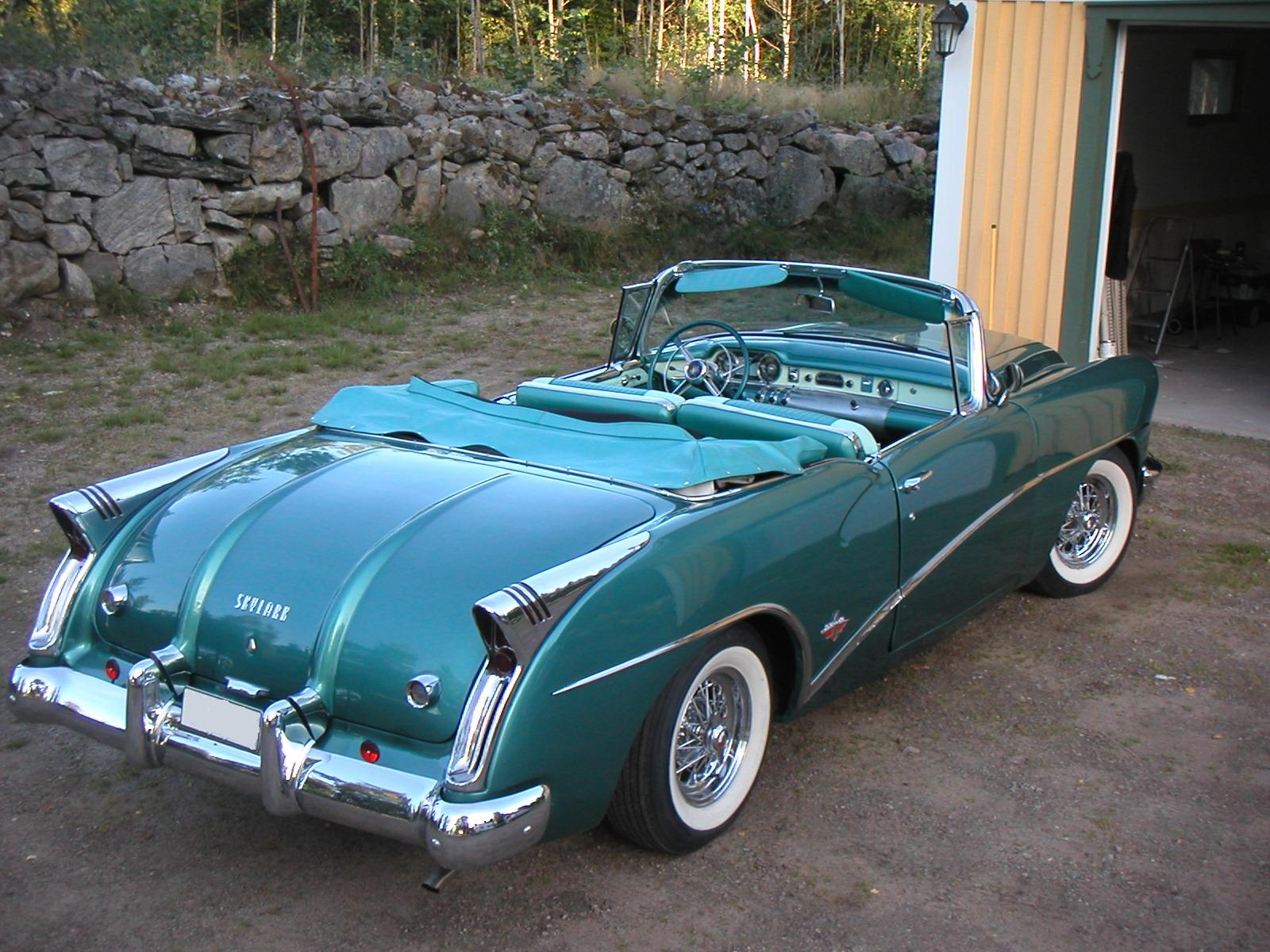
Skylark 1954 года

### Второе поколение (1961—1963)
После 1955 года индекс Skylark ненадолго исчезает из линейки Buick и возрождается в 1961 году, но только как комплектация модели Special. Отличия между ними составляли лишь уникальные эмблемы и внешнее оформление.
В следующем, 1962 году, Skylark становится отдельной моделью, которая отныне относится к классу среднеразмерных машин (Mid-size). Выбор кузовов включал в себя 2-дверный кабриолет и 2-дверный хардтоп. Автомобили оснащались двигателем V8 рабочим объёмом 215 дюйм³ (3,5 л).

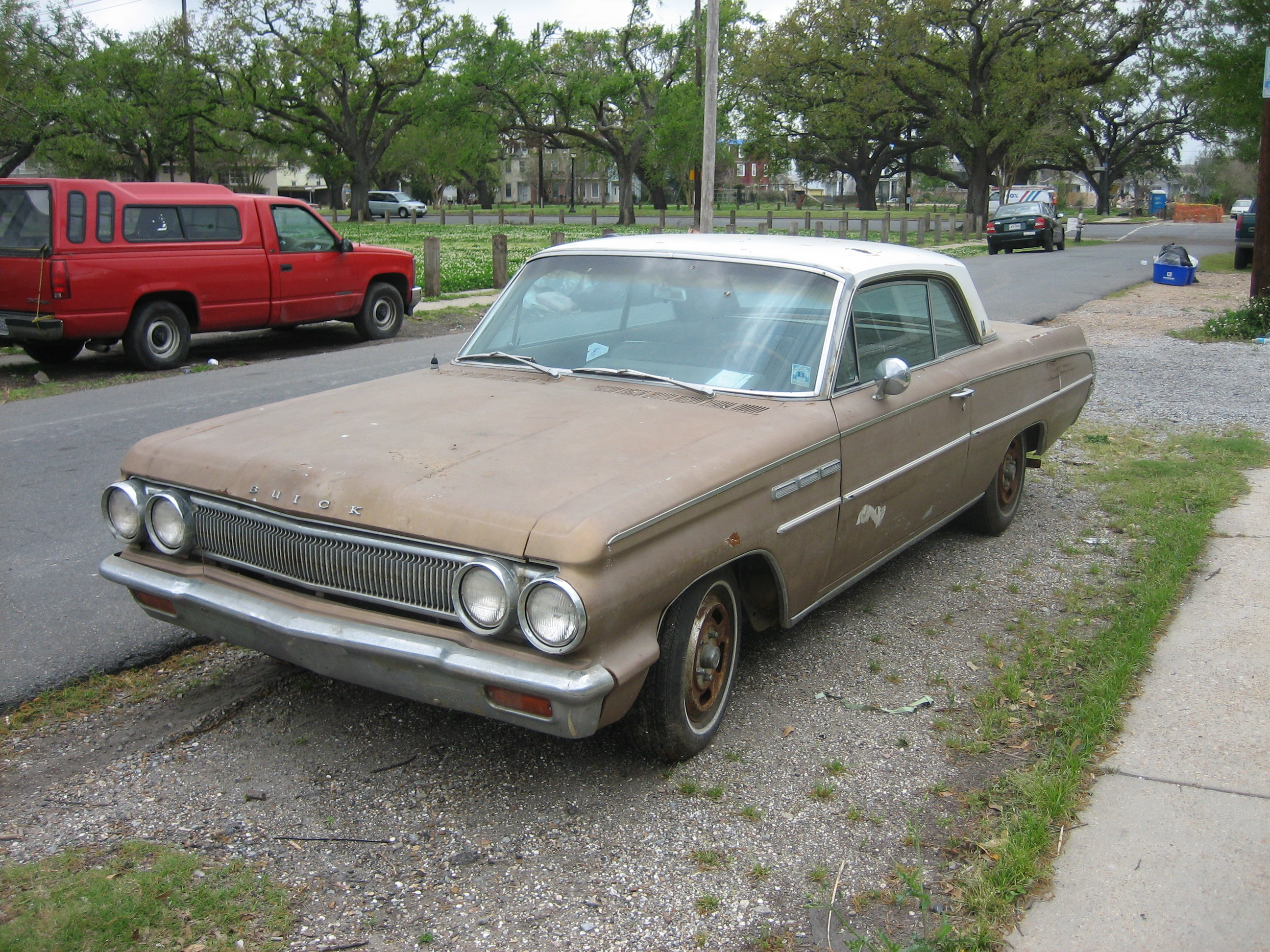
Хардтоп
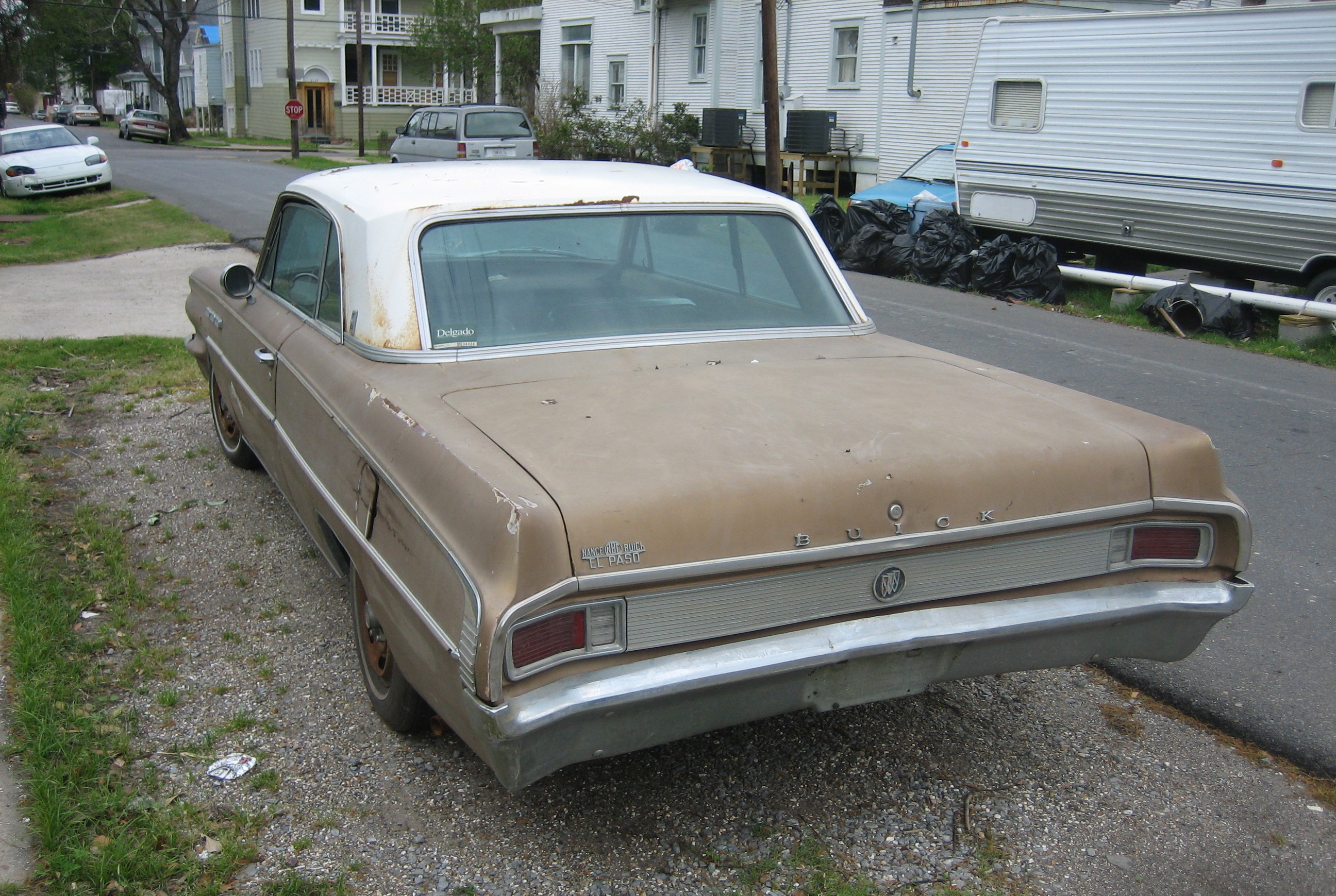
Хардтоп
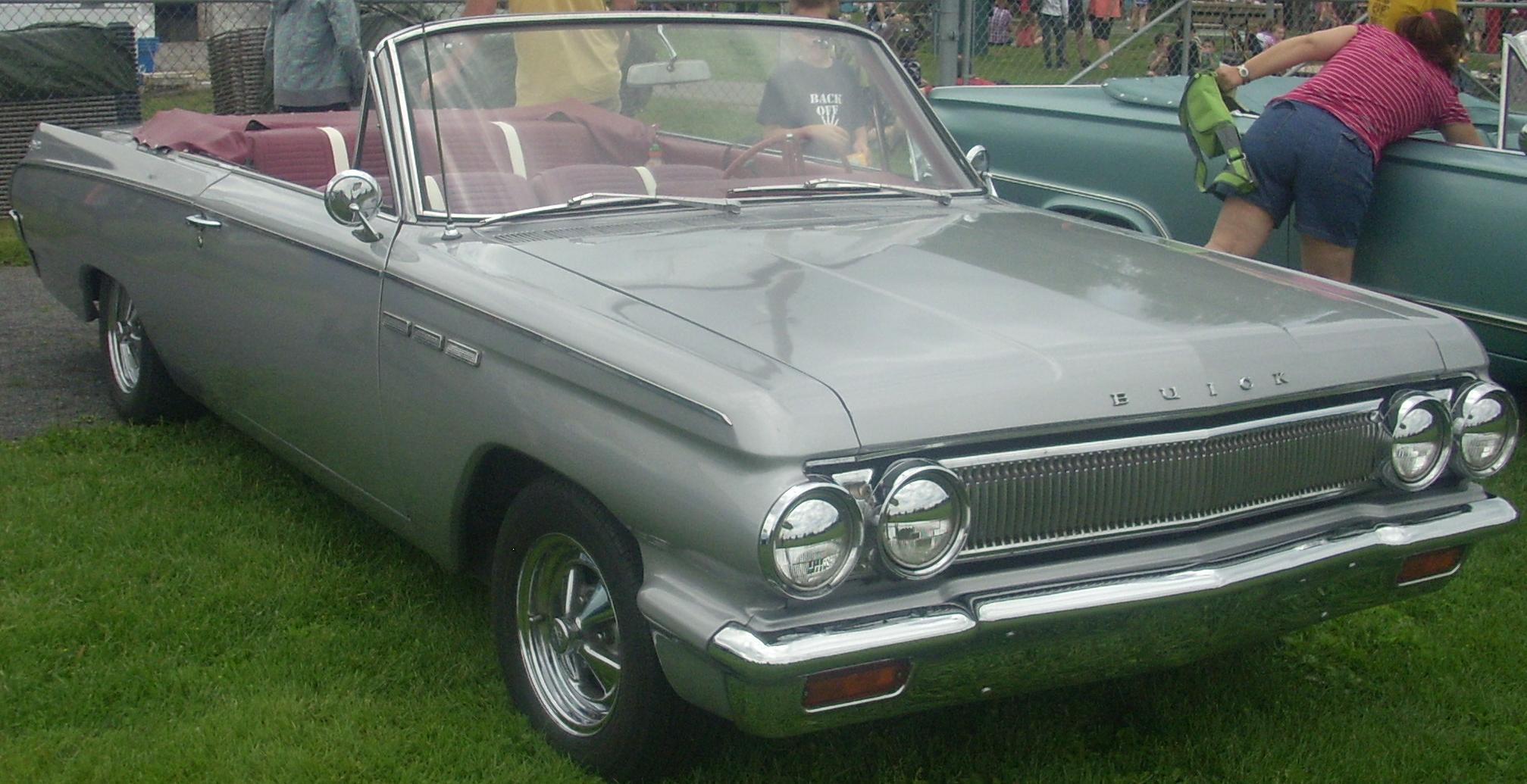
Кабриолет

### Третье поколение (1964—1972)
В 1965 году Skylark обретает комплектацию Gran Sport, имевшую V8—двигатель объёмом 401 дюйм³ мощностью 325 л. с. Фактически, она являлась «muscle car» и в дальнейшем стала отдельной моделью.
В дополнение к 2-дверному хардтопу и купе добавились 4-дверный хардтоп, 4-дверный седан и 2-дверный кабриолет.
В 1972 году General Motors пересматривает линейки своих среднеразмерных автомобилей и индекс Skylark в очередной раз упраздняется. Ему на замену приходит модель Century.

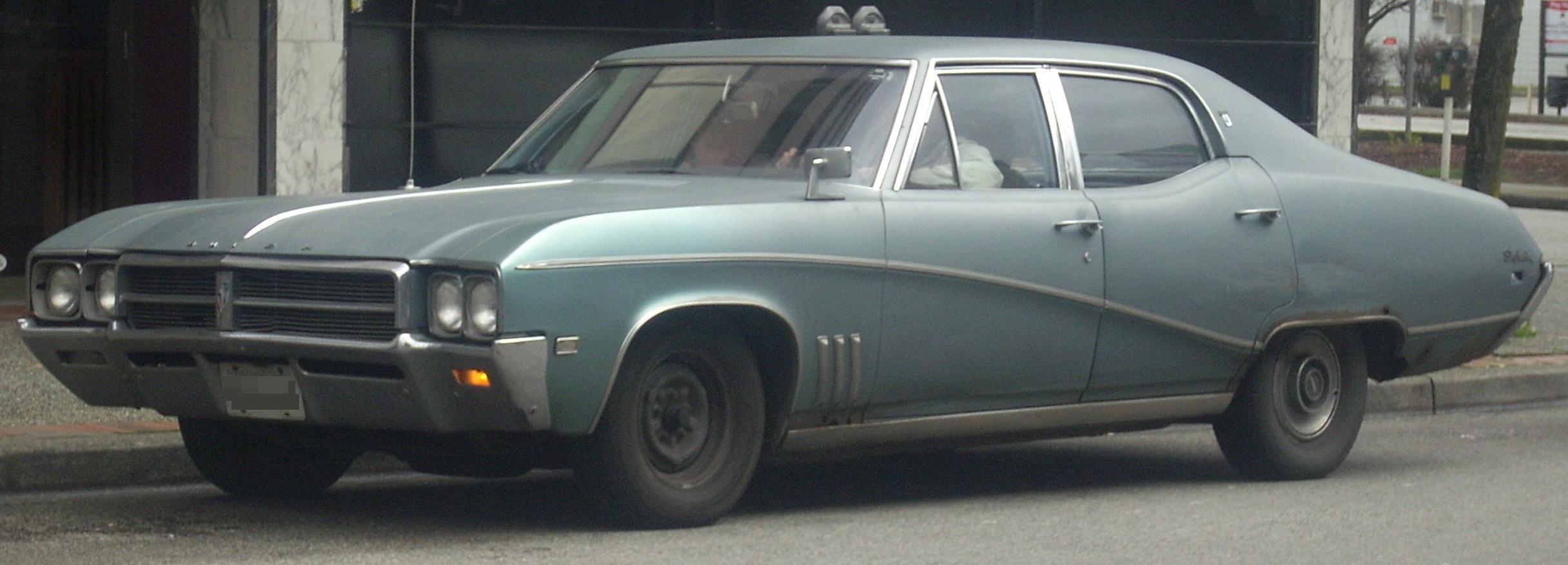
4-дверный седан
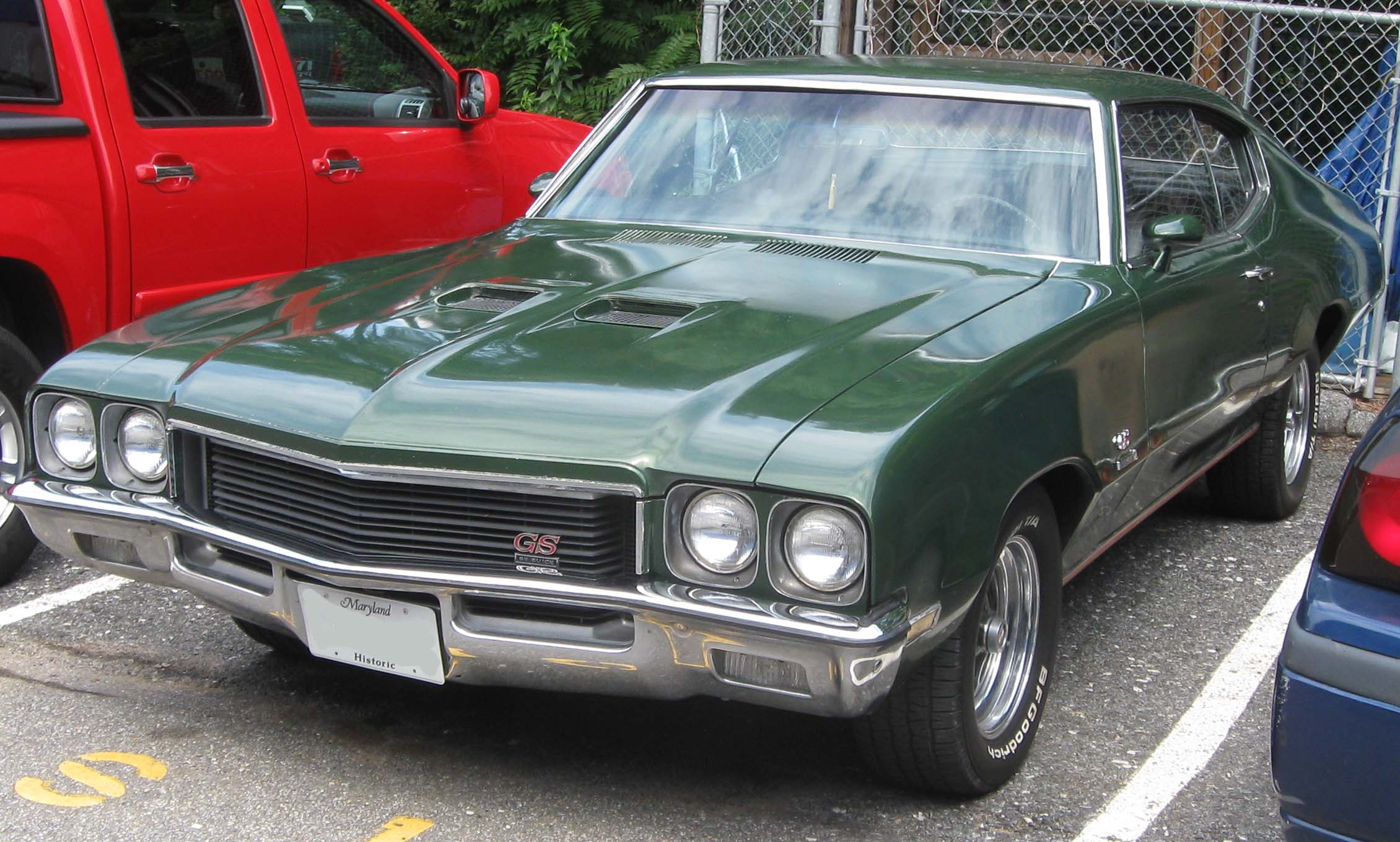
Gran Sport
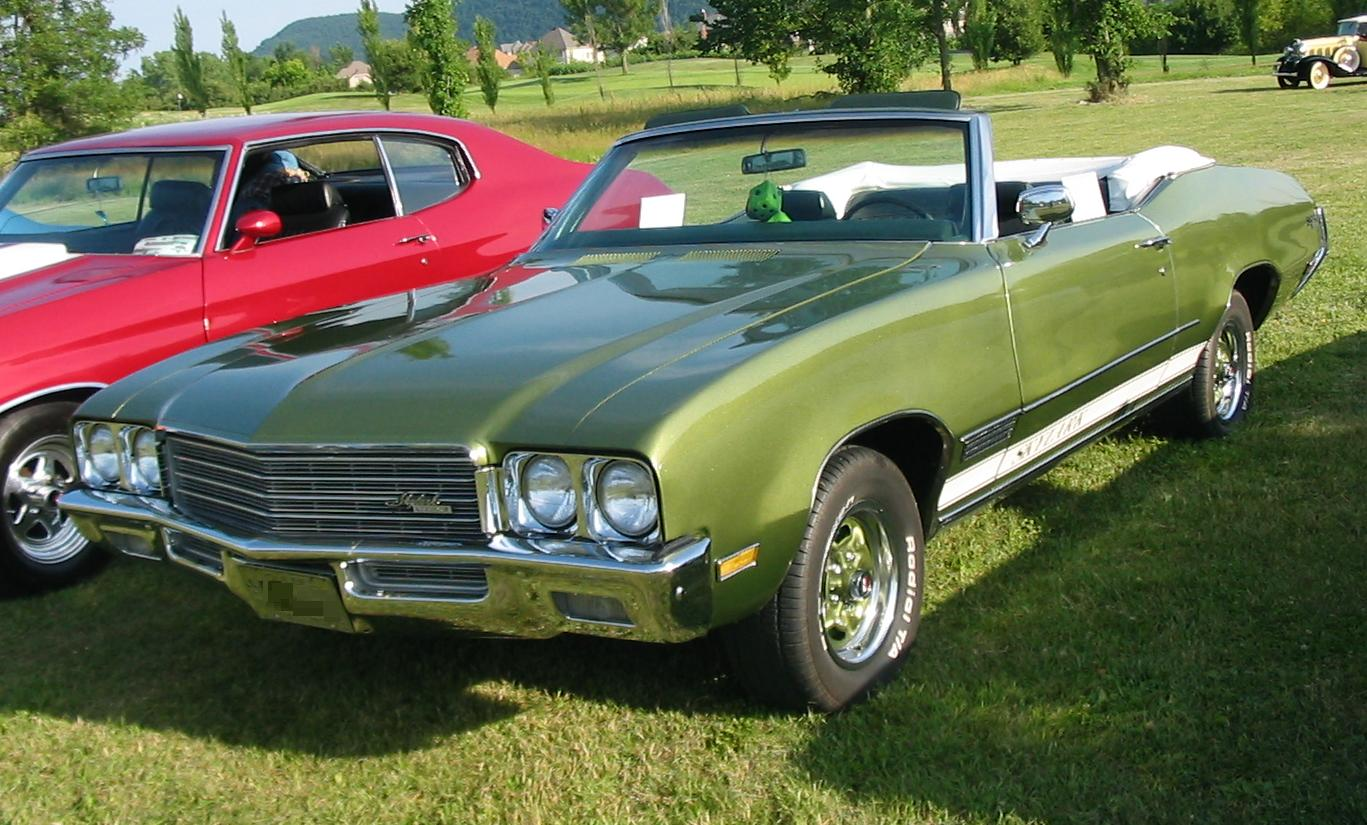
Кабриолет

### Четвёртое поколение (1975—1979)
В 1975 году Skylark вновь возрождается. Отныне он базируется на X-платформе Chevrolet Nova. С этого момента все последующие поколения Skylark относятся к классу компактных автомобилей. Первоначально выпускались кузова купе и 2-дверный хетчбэк, с 1976 года — 4-дверный седан.
Skylark четвёртого поколения также выпускался в Иране под названием Buick Iran.

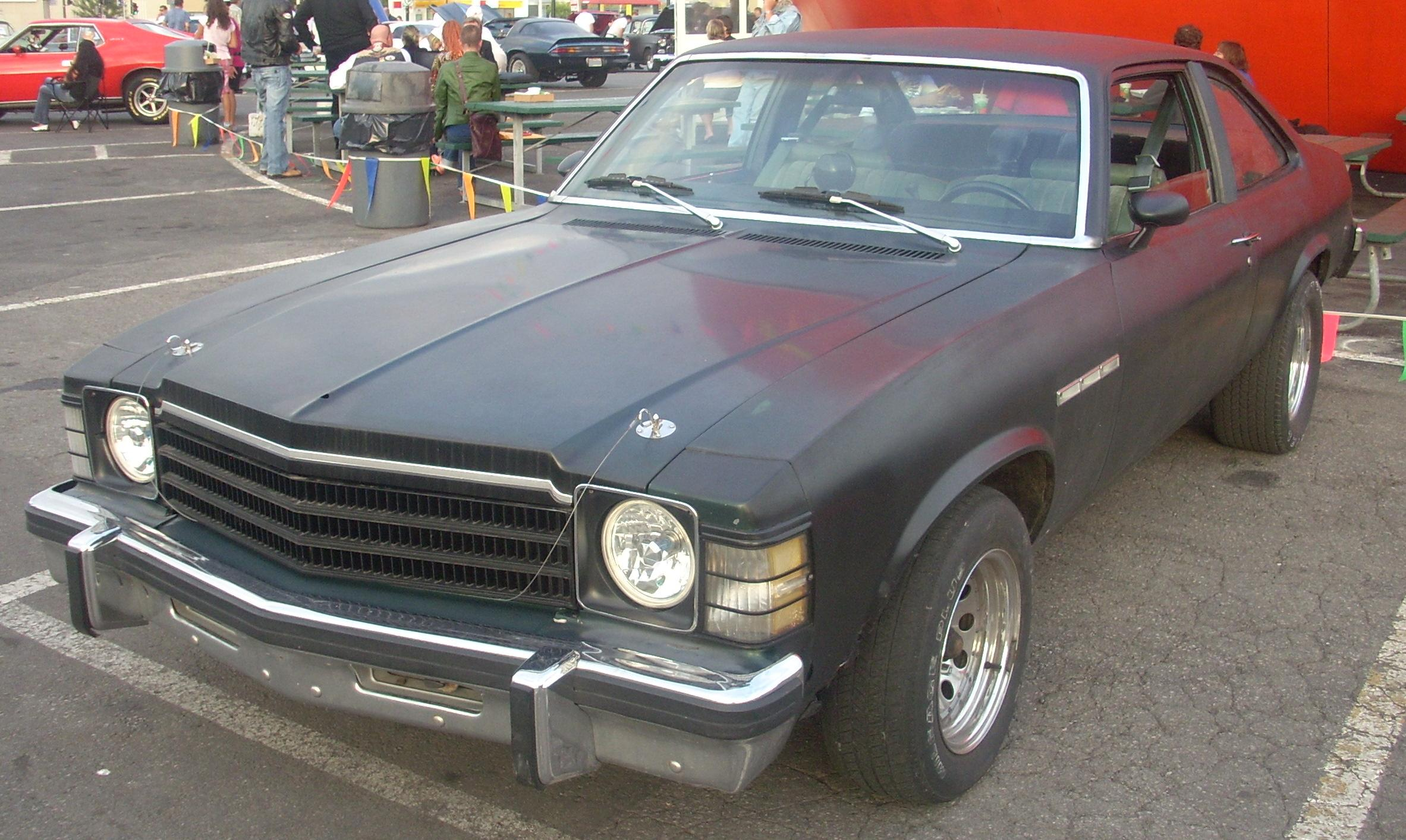
Купе

### Пятое поколение (1980—1985)
В 1980 году Skylark по-прежнему выпускается на X-платформе, но базируется уже на модели Chevrolet Citation. Выбор кузова ограничивался купе и 4-дверным седаном. Без особых изменений он выпускался до 1985 года.

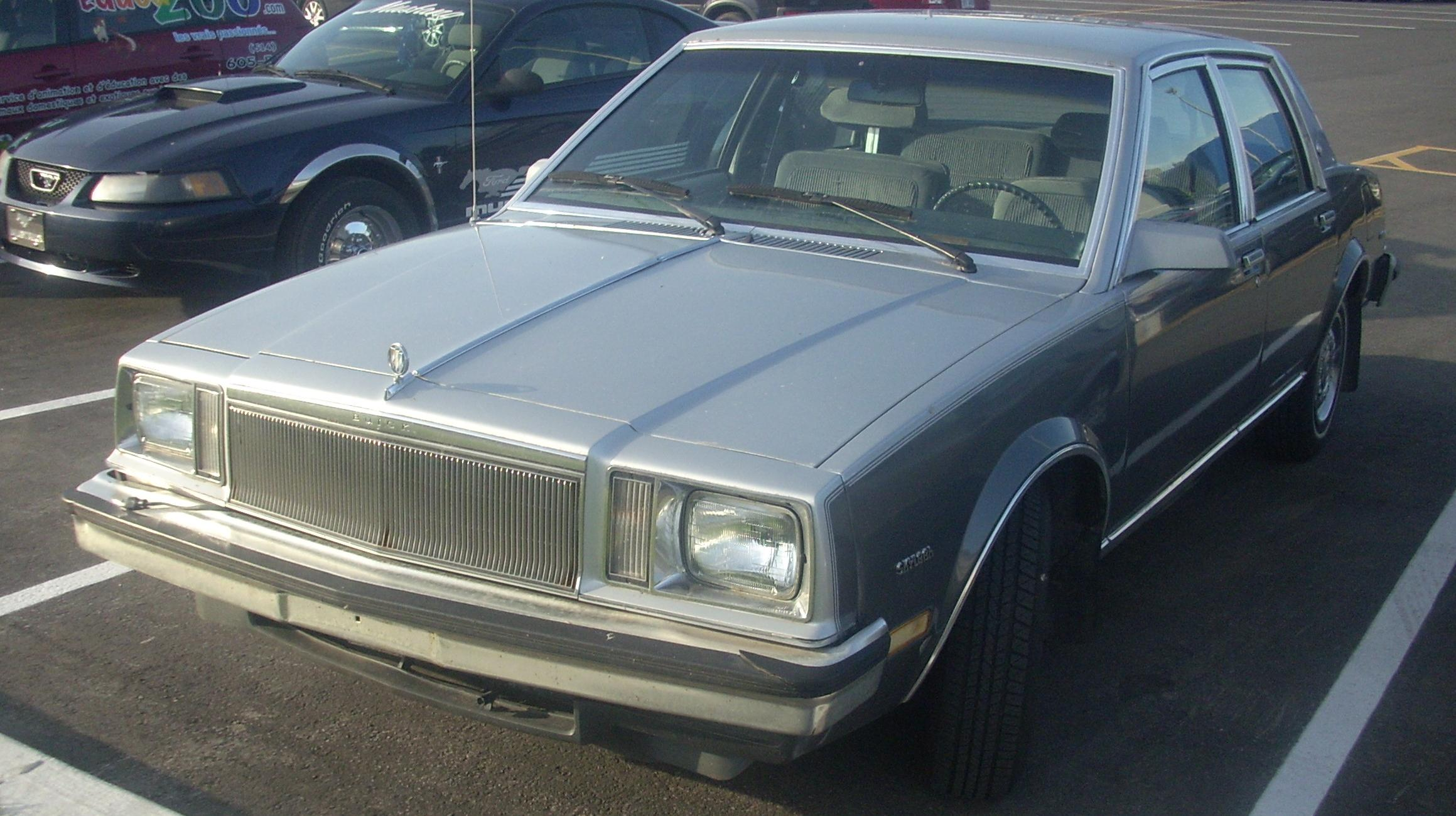
Седан
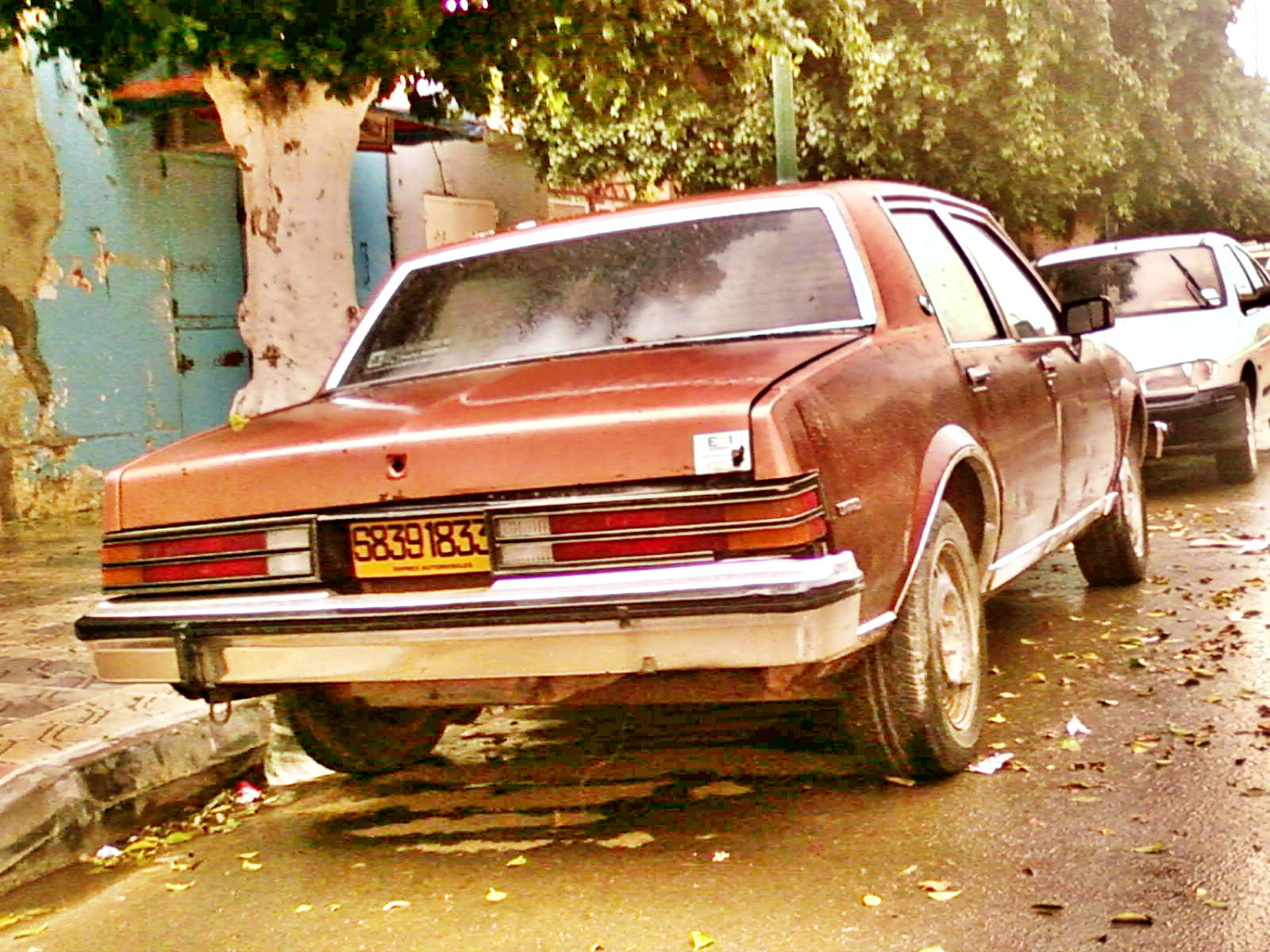
Седан

### Шестое поколение (1986—1992)
Skylark шестого поколения базировался на N-платформе Buick Somerset и выпускался до 1992 года.

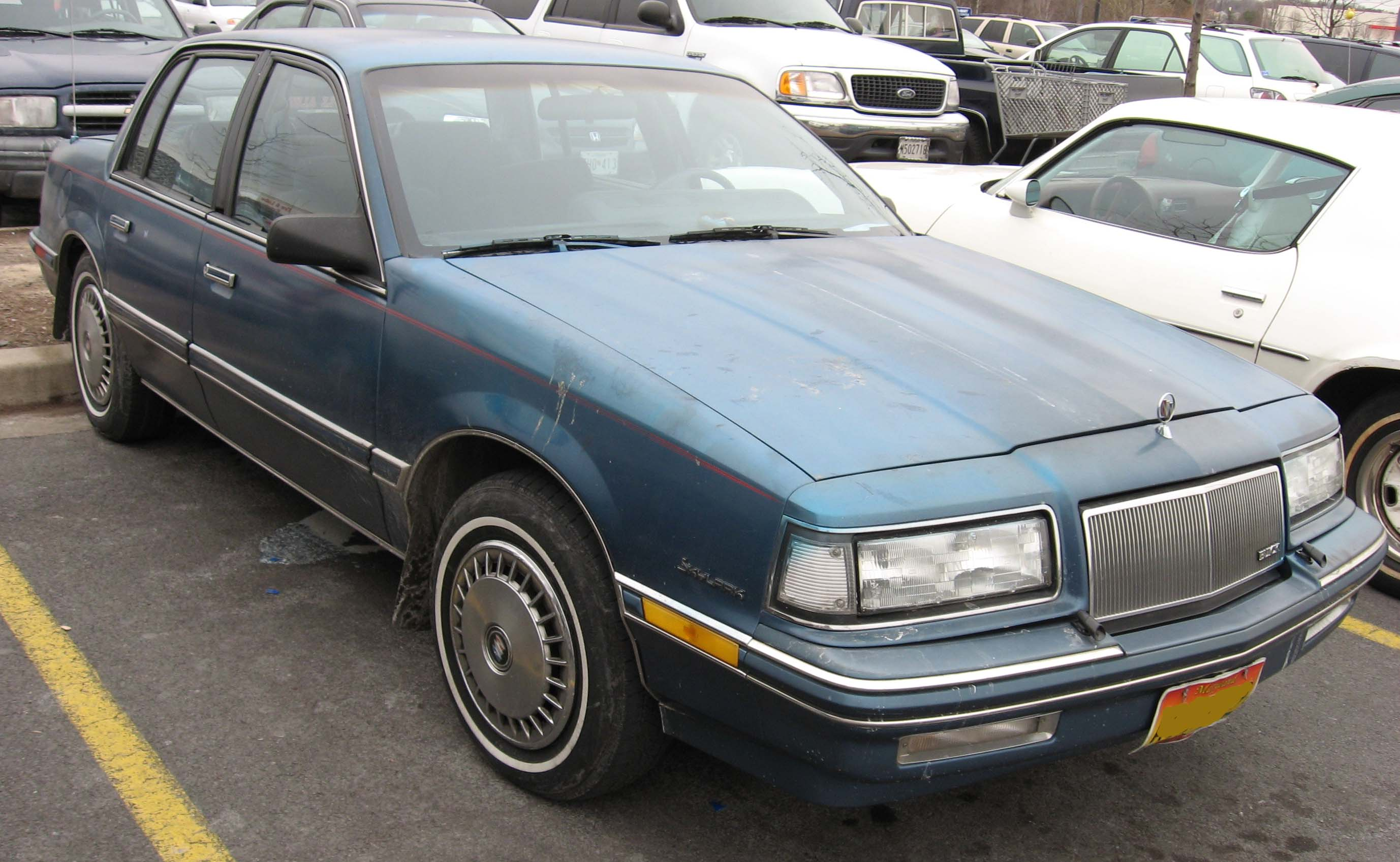
Седан
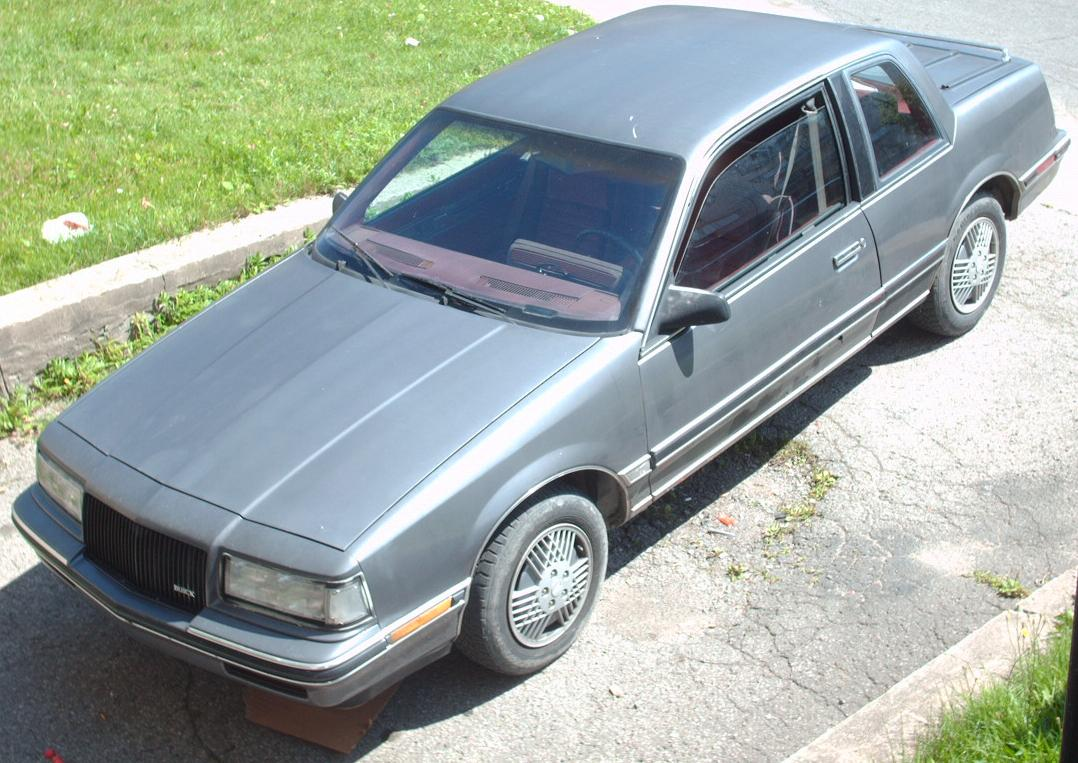
Купе
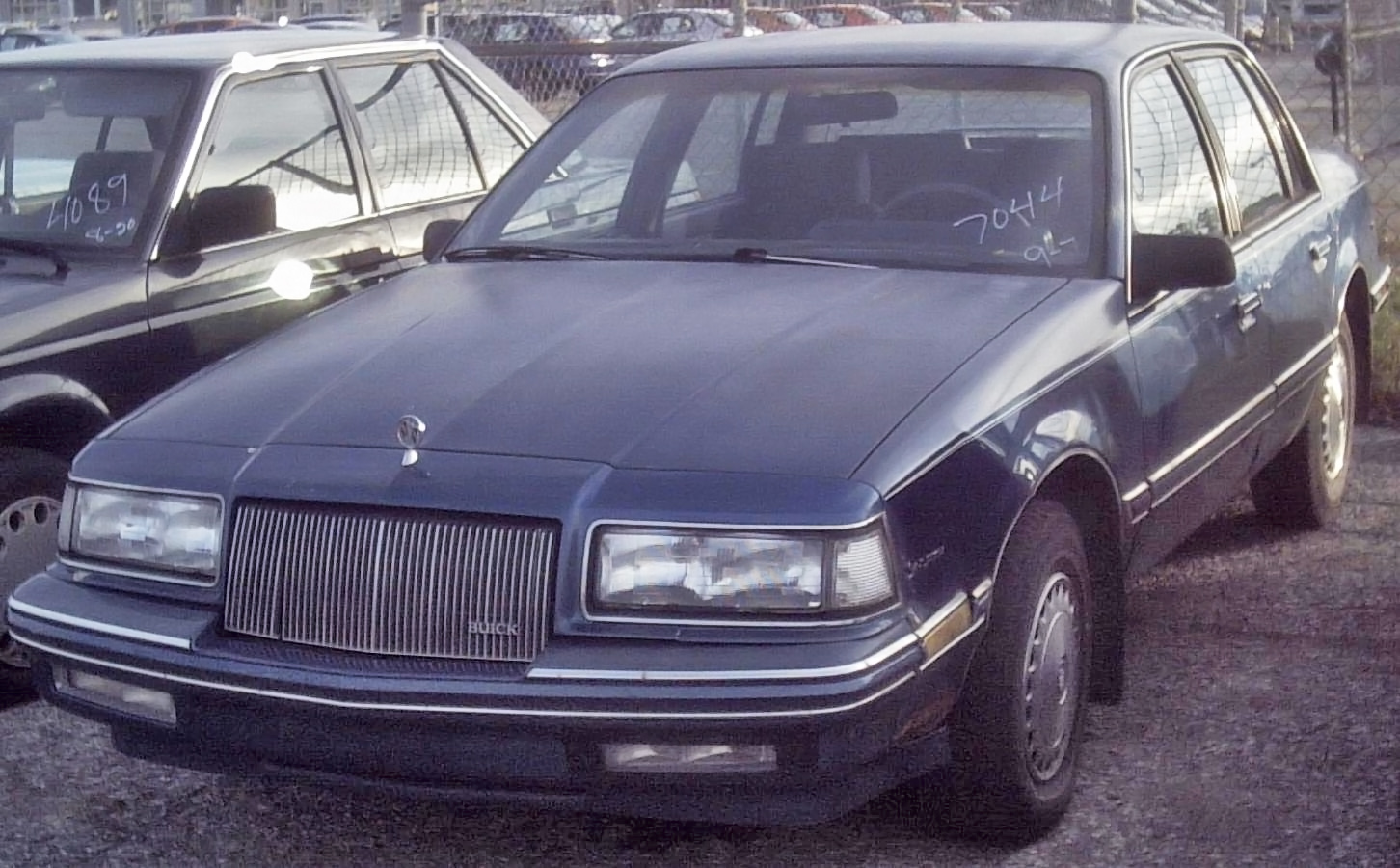
Седан

### Седьмое поколение (1992—1998)
В 1992 году Skylark подвергается очередному редизайну. Производство купе продолжалось до 1997 года, седанов — до 1998, после чего выпуск Skylark окончательно прекратился.

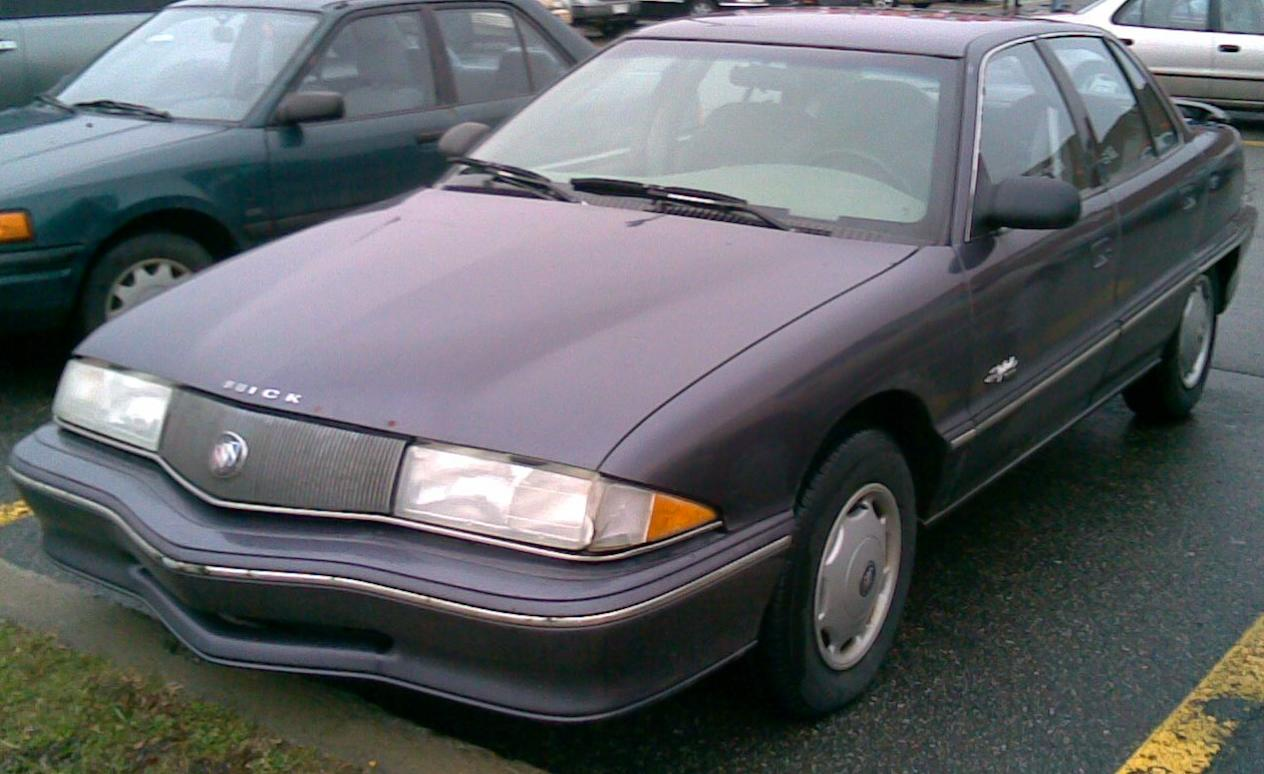
Седан
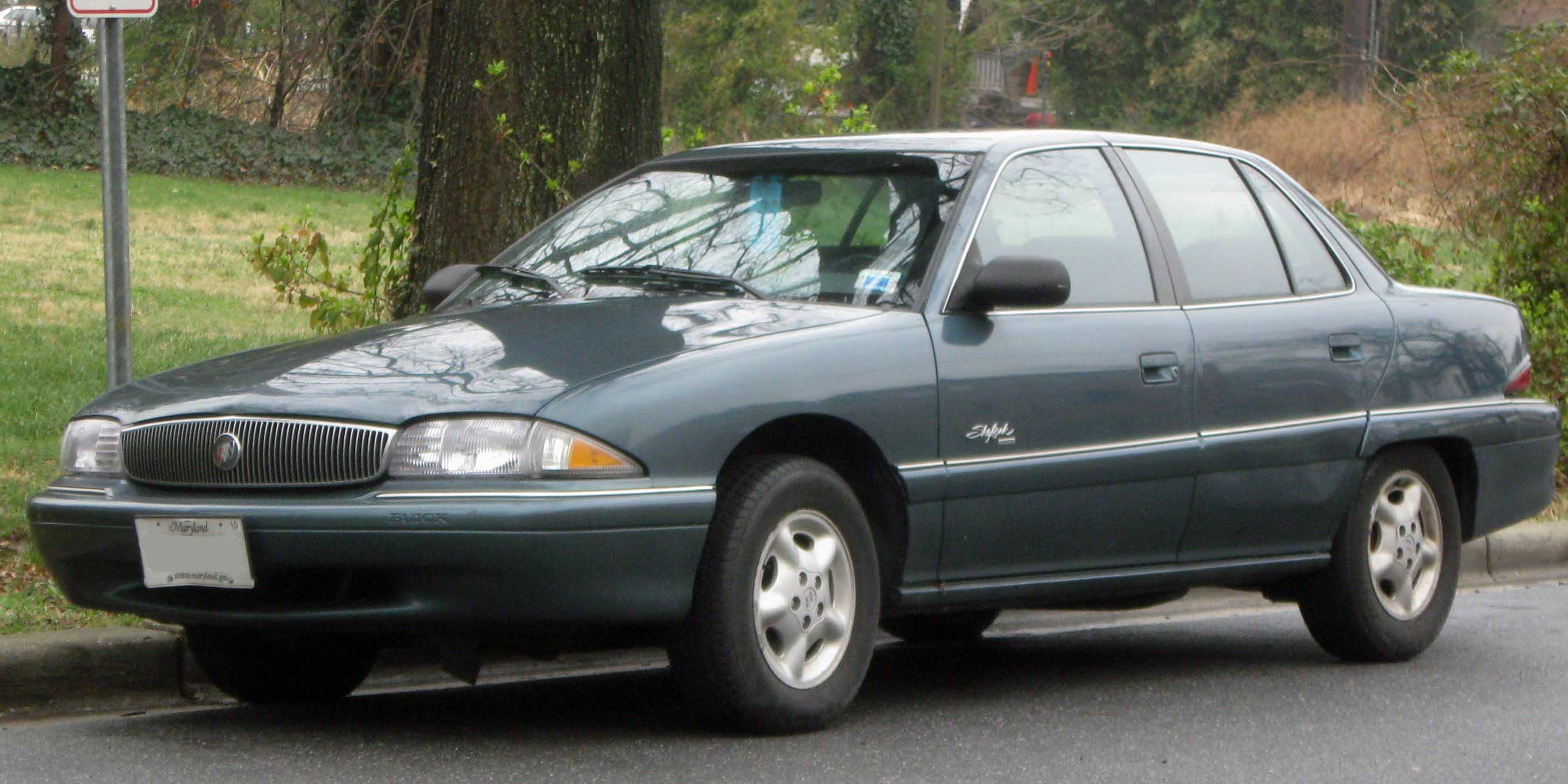
Седан
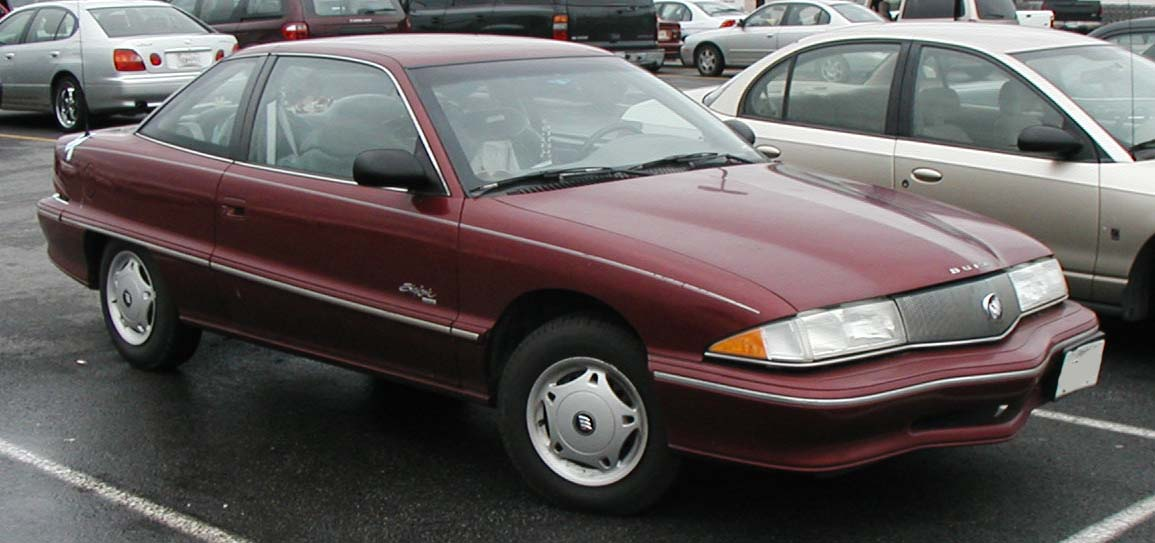
Купе